# Столбовая (станция)
Столбова́я — узловая железнодорожная станция Курского направления и Большого кольца Московской железной дороги в одноимённом рабочем посёлке городского округа Чехов Московской области. Входит в Московско-Курский центр организации работы железнодорожных станций ДЦС-1 Московской дирекции управления движением. По основному характеру работы является промежуточной, по объёму работы отнесена к 3 классу.

## История
До начала XX века станция называлась Молоди (в настоящее время это название носит соседний остановочный пункт, ранее называвшийся «Колхозная»).

## Описание
Станция имеет 6 транзитных путей: главные пути № I, II; 3 приемоотправочных пути № 3, 5, 9 с западной стороны; путь № 4 с восточной стороны. Также имеется некоторое количество подъездных путей.
В границы станции входят также две развязки (северная и южная) с Большим кольцом МЖД. Основной двухпутный ход кольца проходит южнее по путепроводу над Курским направлением, минуя станцию Столбовая (перегон Сандарово — Детково), к основному ходу у южной развязки имеются 3 соединительные ветви: две ветви для бестранзитного хода от Детково на Чехов и обратно, одна является продолжением пути № 4 в сторону Детково (используется электропоездами кольца). Северная развязка включает три ветви: две ветви для бестранзитного хода от Сандарово в сторону Москвы-Курской и обратно, одна является продолжением пути № 4 в сторону Сандарово по петле и северному путепроводу (используется электропоездами кольца). Ранее была также ещё одна соединительная ветвь в сторону Сандарово (с западной стороны), но была разобрана, при этом осталась насыпь, электрификация над ней снята не была.
На станции имеется 3 пассажирские платформы:
- высокая островная платформа между главными путями — для всех транзитных поездов Курского направления.
- высокая боковая платформа к востоку от пути № 4. В отдельных случаях поезда прибывают и отправляются с этой платформы.
- низкая боковая платформа к востоку от пути № 4, севернее высокой. Предназначена для электропоездов Большого кольца.

Высокие платформы связаны надземным пешеходным переходом с северной стороны (он же переход через пути станции) и настилом через пути с южной. Проход к низкой платформе по дорожке от восточной лестницы перехода или от вокзального здания. Пригородная касса расположена в вокзальном здании к востоку от высокой боковой платформы. Турникетов нет.

## Пассажирское сообщение
Останавливаются все пригородные поезда, а также экспрессы "Каланчевская - Серпухов", "Серпухов - Каланчевская", "Серпухов - Царицыно". Есть прямое сообщение через Московский узел на Рижское направление. Время движения с Курского вокзала 1 час 20 минут.
Пригородное пассажирское сообщение осуществляется электропоездами депо Перерва, Нахабино, Новомосковск-1. Электропоезда Большого кольца не используют главный ход южнее, а всегда заезжают на станцию по соединительным ветвям. Участок Большого кольца через Столбовую обслуживают:
- электропоезда депо Апрелевка Киевского направления (с запада, доходят до станции Детково на один перегон восточнее, главной конечной станцией узла, но Столбовая также конечная для одного вечернего рейса)
- поезда депо Домодедово Павелецкого направления: 3 пары поездов до Бекасово-1.

Беспересадочное сообщение осуществляется на север через Курский вокзал до станции Шаховская, на юг до станции Тула I-Курская. По большому кольцу МЖД (на лето 2023): на восток до станции Яганово, Михнево, Детково, на запад: до станций Бекасово-1, Кубинка II, Апрелевка, Поварово II. В перспективе возможно появится новый маршрут электропоезда с Москвы(Курского вокзала) до платформы Детково, который будет дополнительно работать в летний(дачный) сезон. При следовании электропоезда в сторону Детково посадка новых пассажиров на станции Столбовая производиться не будет, а будут только лишь оставшиеся пассажиры из Москвы с этим электропоездом доезжать до конечной остановки Детково(предлагаемый маршрут электропоезда см. на странице: https://www.youtube.com/watch?v=GZlQFmCAy94&t=6610s ).

## Наземный транспорт
Станция представляет собой классический провинциальный пересадочный узел. 
Напротив остановки первого вагона из Москвы расположены остановки местных автобусов № 31, 32, 33, 37, 45, которые следуют в восточном направлении до посёлков: Сидориха, Мещерское, Любучаны, Добрыниха, Троицкое соответственно.
Возле вокзала останавливается автобус маршрута № 61 (Чехов-Подольск).

## В литературе
Станция Столбовая фигурирует в романе Дмитрия Быкова «Эвакуатор».

...на Столбовой встали капитально. Говорили, что впереди перекрыт путь, то ли упало дерево, то ли сидят протестующие непонятно против чего. Машинист открыл двери, задуло холодом, мужчины потянулись курить, отвратительный запах «Примы» пополз в вагон. Стало попросторней. Динамик просипел, что стоять будут минут сорок, не меньше. Простояли уже час, ничто не менялось...
— Дмитрий Быков «Эвакуатор»
Александр Галич в его песне «Право на отдых», вероятно, под названием «Белые столбы» имел в виду психиатрическую клинику, находящуюся близ станции Столбовая.